# 柱三 (毕宿)
柱三，即御夫座η（η Aur, η Aurigae）是一颗位于御夫座的恒星，距离地球约219光年。
柱三是一颗蓝白色B-型主序星，视星等为+3.18。
在中国古代星官系统中，它属于西方白虎七宿毕宿的星官柱第三星，这也是柱三名字的来由。在西方，它被称为Hoedus II（或Haedus II）和Mahasim。它被认为是母羊（御夫座α，即五车二）所生的两只小羊之一（另一只是御夫座ζ，即柱二），因此被称为Haedus II。Mahasim这个名字来自于阿拉伯语المِعْصَم(al-micşam)，意思为“（战车的驾驭者）的腕部”，这个名字和御夫座θ（即五车四）分享。